# 530-talet f.Kr.

## Händelser
- 539 f.Kr.
  - 10 oktober – Staden Sippar kapitulerar utan strid.[1]
  - 12 oktober – Babylon erövras av Kyros II, varvid han besegrar Nabonidus.[1]
- 538 f.Kr. – Några judar tillåts återvända från den babyloniska fångenskapen och bygger upp det andra templet omkring sjuttio år efter förstörelsen av det första templet (520-516 f.Kr.).[1]
- 537 f.Kr.
  - Alla judar i Babylon tillåts återvända till Jerusalem, vilket avslutar babyloniska fångenskapen.
  - Karthagerna och etruskerna ingår en allians mot den grekiska expansionen.[1]
- 536 f.Kr.
  - Enligt traditionen får den bibliske profeten Daniel ett besök av en ängel, se vidare Daniel 10:4.
  - Xenofanos slår sig ner i den feniciska kolonin Elea och grundar Malldiskussion:eleatiska skolan inom filosofi.[1]
  - Karthagerna landstiger på Sicilien, men de grekiska bosättningarna var för starka och karthagerna måste nöja sig med att hålla till på öns nordvästra del. Viktiga karthagiska kolonierna blir Panormus, Motya och Solois.[1]
- 535 f.Kr. – I sjöslaget vid Alalia slåss etrusker och karthager mot grekerna , och hindrar en större utbredning av grekerna i Medelhavsområdet, denna gång på Korsika. Grekerna drar sig tillbaka.[1]
- 534 f.Kr.
  - Lucius Tarquinius Superbus blir Roms sjunde och siste kung, efter att ha mördat den sjätte, Servius Tullius.[1]
  - Tävlingar i tragediskrivandet instiftas i Dionysiafestivalen i Aten.[1]
  - 29-årige Siddhartha Gautama avsäger sig alla jordiska tillhörigheter.[1]
- 533 f.Kr. – Polykratos blir ensam diktator över Samos, som utvecklas till starkaste sjömakten i Egeiska havet.[1]
- 532 f.Kr. – 19-årige Konfucius gifter sig.[1]
- 530 f.Kr.
  - Hasdrubal efterträer sin far Mago på Karthagos tron[2]
  - Pythagoras bosätter sig i Kroton och startar Pythagoranismen.[2]
  - Kambyses II efterträder Kyros II som kung av Persien.
  - Hekatompedon börjar byggas vid Akropolistemplet i Aten.[2]
- 531 f.Kr. – Staden "Dikaiarkia" (senare Puteoli) grundas av Cumae vid Neapelbukten.[1]

## Avlidna
- 539/538 f.Kr. – Nabonidus, Babylons siste kung.
- 530 f.Kr.
  - Juli – Kyros II, kung av Persien (omkring detta år).
  - Anaximenes, son till Eurystratos.[2]

### Fotnoter
1. 1 2 3 4 5 6 7 8 9 10 11 12 13  ”För 100 generationer sedan”. augusti 1996-februari 2005. http://www.werbeka.com/bibliote/500tal/540bc.htm. Läst 18 juli 2011.
2. 1 2 3 4  ”För 100 generationer sedan”. juli 1996-mars 2008. http://www.werbeka.com/bibliote/500tal/530bc.htm. Läst 18 juli 2011.